# Taqīābād (ort i Lorestan)
Taqīābād (persiska: نَقيابادِ نَدَر, نقی آباد, Naqīābād-e Nadar, Naqīābād, تقی آباد) är en ort i Iran.   Den ligger i provinsen Lorestan, i den västra delen av landet, 400 km sydväst om huvudstaden Teheran. Taqīābād ligger 1 578 meter över havet och antalet invånare är 190.
Terrängen runt Taqīābād är varierad.Runt Taqīābād är det ganska tätbefolkat, med 72 invånare per kvadratkilometer. Närmaste större samhälle är Aleshtar, 3,9 km norr om Taqīābād. Omgivningarna runt Taqīābād är i huvudsak ett öppet busklandskap.